# حمام رأس الكنيسة
حمّام راس الكنيسة  من حمامات بغداد العامة القديمة ويقع بجانب الرصافة من بغداد في محلة البارودية. وراس الكنيسة محلة قريبة من الميدان، ويقال ان هذه الكنيسة أقدم كنيسة في بغداد ، وقد بنيت للأرمن بموافقة السلطان مراد الرابع حين دخل بغداد سنة 1638م.